# Stipule
 (avril 2023).
Si vous disposez d'ouvrages ou d'articles de référence ou si vous connaissez des sites web de qualité traitant du thème abordé ici, merci de compléter l'article en donnant les références utiles à sa vérifiabilité et en les liant à la section « Notes et références ».

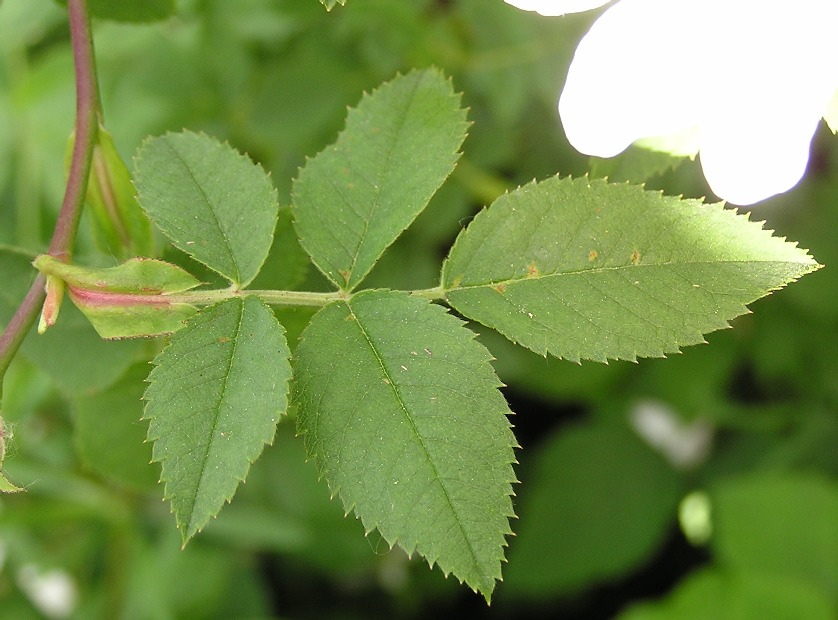
Feuille d'églantier (Rosa canina) portant une paire de stipules foliacées adnées (soudées au pétiole).

En botanique, les stipules (nom féminin provenant du latin stipula « tige, paille, chaume, pipeau, chalumeau ») sont les deux pièces foliaires, en forme de feuilles réduites, situées de part et d'autre  du point d'insertion du pétiole sur la tige. Leur aspect est souvent un des caractères permettant d'identifier une espèce.
Bien qu'une paire de stipules soit considérée comme un élément de la structure type de la  feuille des végétaux supérieurs, elle est souvent absente (feuille dite exstipulée), ou réduite à des dimensions infimes.
- Les stipules peuvent avoir différentes formes :
  - écaille (exemple : Hêtre commun),
  - petite feuille (exemple : églantier),
  - épine (exemple : robinier),
  - glande nectarifère (exemple : merisier),
  - poil (exemple : jatropha spicata),
  - vrille (exemple : salsepareille).

Différentes formes de stipules
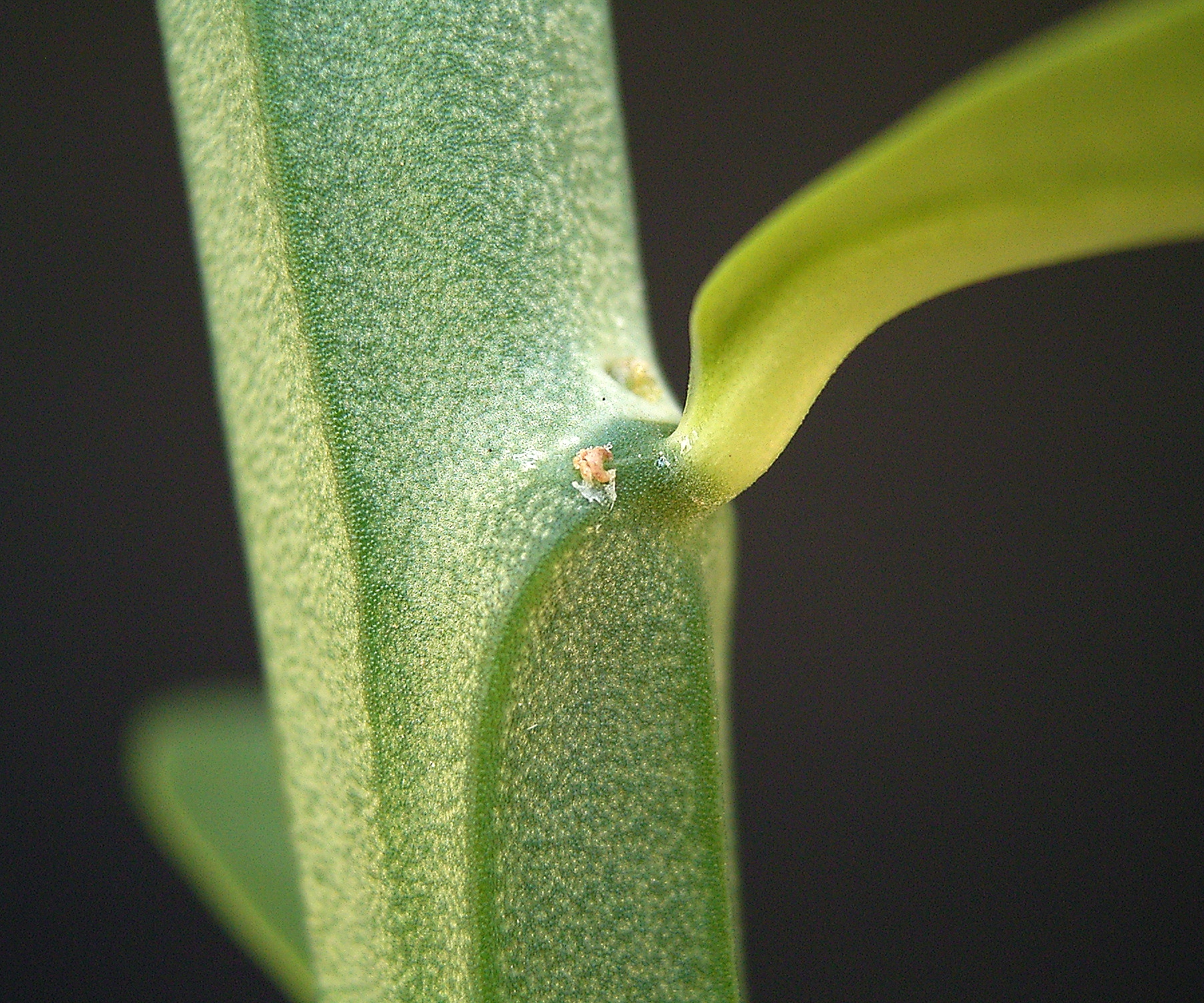
Stipule glandulaire Euphorbia pteroneura
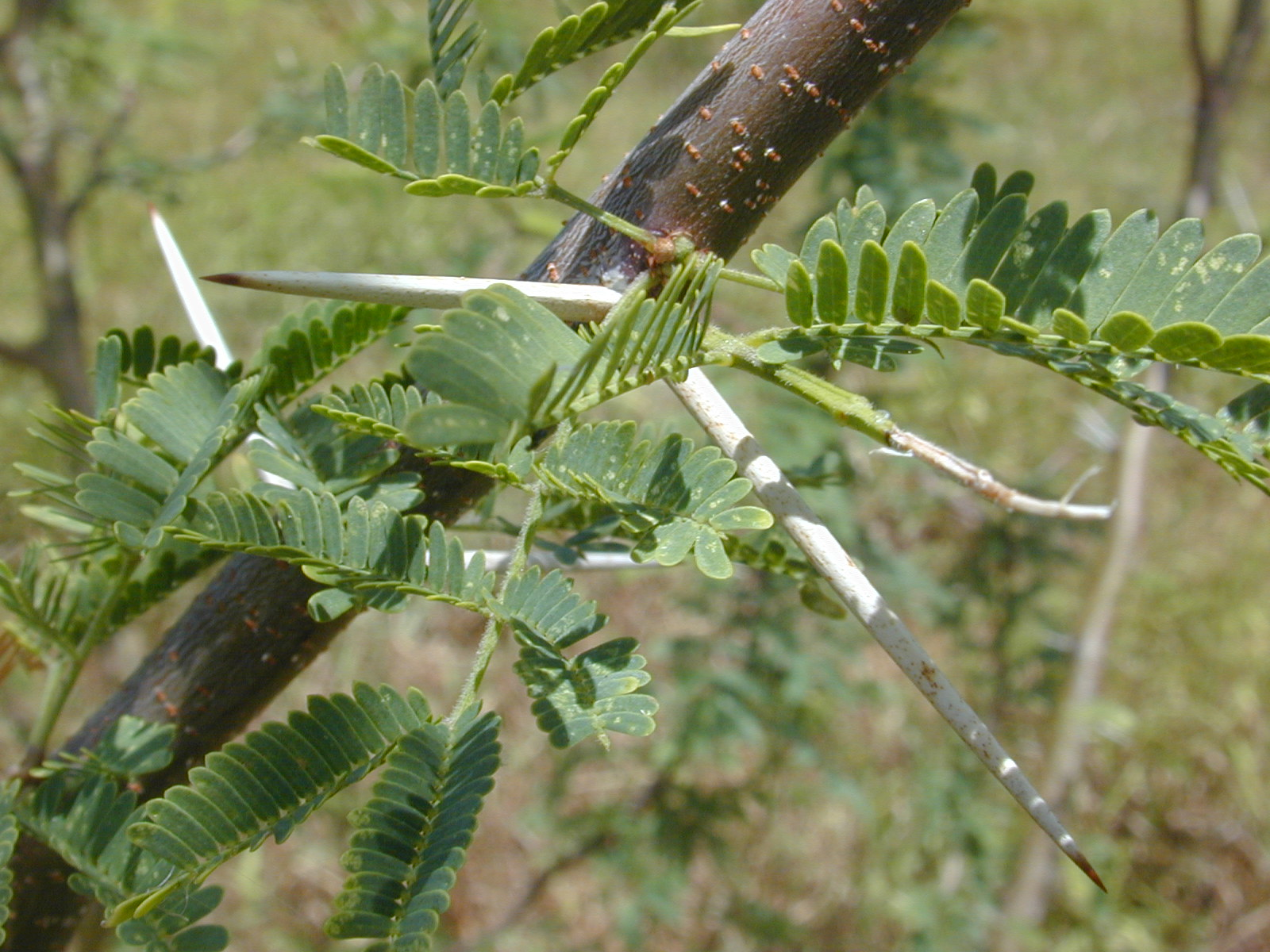
Stipule en épine de Prosopis pallida
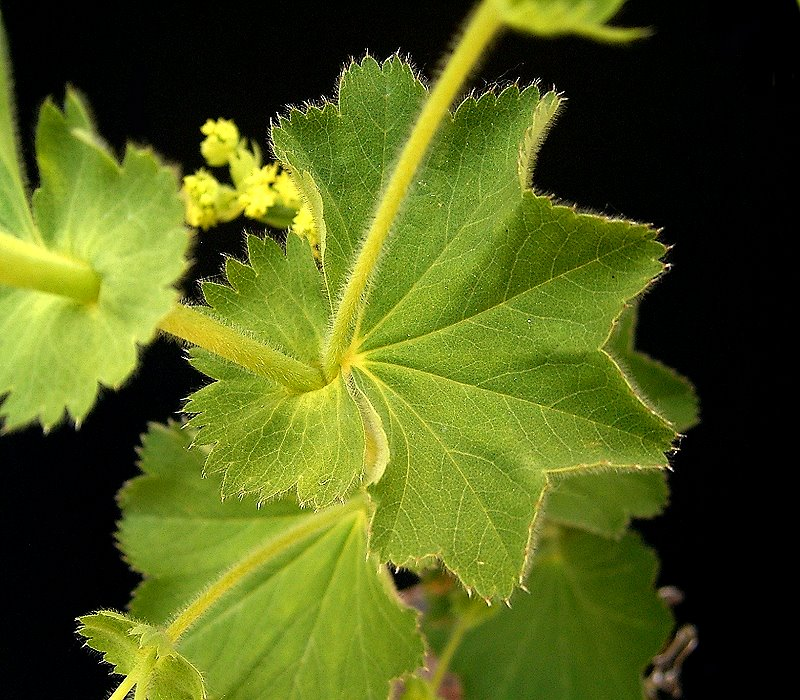
Stipules en feuilles fusionnées d'Alchemilla mollis
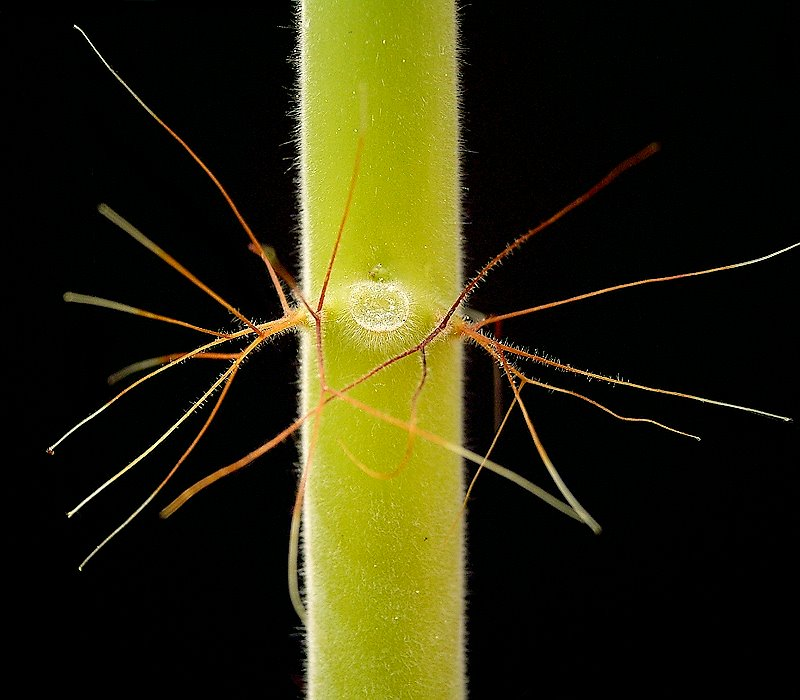
Stipule en poils de Jatropha spicata
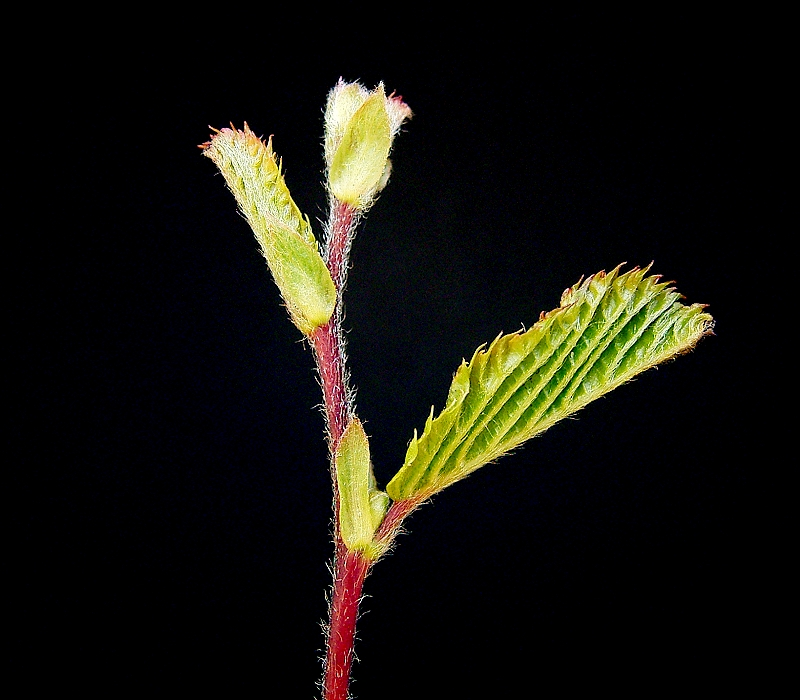
Stipules qui protègent les jeunes feuilles de charme

- La fonction des stipules est apparemment multiple :
  - protection des bourgeons contre le gel et les attaques des insectes (stipules écailleuses),
  - complément de photosynthèse des feuilles (stipules foliacées),
  - protection contre les insectes de grande taille (stipules épineuses),
  - attirance des fourmis qui assurent alors la protection des feuilles contre les insectes de petite taille (stipules glandulaires),
  - captation de rosée (stipules poilues),
  - mise en tension de certaines tiges grimpantes volubiles pour favoriser leur croissance en hauteur (stipules en vrille).

## Exemples
Les stipules sont fréquentes chez les Rosacées plus ou moins grands selon l'espèce, parfois presque invisibles.
Le Saule marsault et plus encore le Saule à oreillette ont des stipules bien visibles.